# Ordine al Merito per Servizio Distinto
L'Ordine al Merito per Servizio Distinto o Ordine al Merito del Perù è un'onorificenza concessa dal Perù.

## Storia
L'Ordine venne fondato il 18 luglio 1950 dalla giunta militare del governo di Manuel A. Odría per ricompensare quanti si fossero distinti a favore del Perù nel campo delle arti, dell'industria o del commercio. L'Ordine è rivolto a peruviani e non peruviani.

## Classi
L'Ordine dispone delle seguenti classi di benemerenza:
- Gran Croce
- Grand'Ufficiale
- Commendatore
- Ufficiale
- Cavaliere

## Insegne
- La medaglia consiste in un sole raggiante d'oro avente in centro un medaglione circolare riportante un cesto ripieno di prodotti. Il medaglione centrale è circondato da un anello di smalto rosso riportante in oro la scritta "Al Mérito por Servicios Distinguidos".
- La placca dell'Ordine riprende le medesime decorazioni della medaglia.
- Il nastro è completamente viola.

## Insigniti notabili
- Alicia Maguiña, Commendatore
- Felipe VI di Spagna, Gran Croce
- Letizia di Spagna, Gran Croce
- Chulabhorn di Thailandia, Gran Croce